# Pyramidelloides gracilis
Pyramidelloides gracilis is een slakkensoort uit de familie van de Eulimidae. De wetenschappelijke naam van de soort is voor het eerst geldig gepubliceerd in 1873 door Garrett.